# 小行星7069
小行星7069（英語：7069）是一颗围绕太阳公转的小行星。1994年12月30日，上田清二、金田宏在钏路市发现了此天体。
这颗小行星的绝对星等为56.96467等。